# Шалевка
Шалевка — река в России, протекает по территории Озёрского района Калининградской области. Устье реки находится в 77 км по левому берегу реки Анграпы. Длина реки — 12 км, площадь водосборного бассейна — 58,9 км².

## Данные водного реестра
По данным государственного водного реестра России относится к Балтийскому бассейновому округу, водохозяйственный участок реки — Преголя. Относится к речному бассейну реки Неман и рекам бассейна Балтийского моря (российская часть в Калининградской области).
Код объекта в государственном водном реестре — 01010000212104300010060.